# Ananda Marga

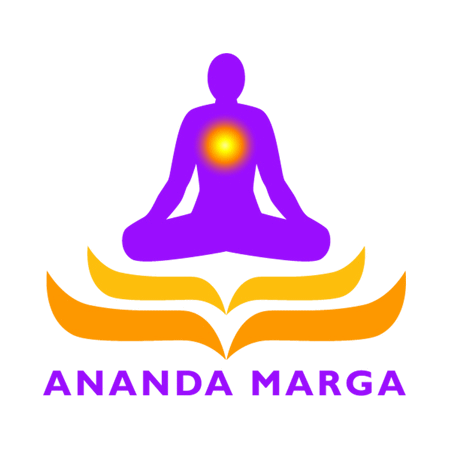

Ananda Marga é uma organização espiritual internacional, fundada na Índia em 1955 por Prabhat Ranjan Sarkar também conhecido como Shrii Shrii Anandamurti, mestre espiritual e filósofo. É uma filosofia de vida aplicada à ação baseada na espiritualidade e ação social (AMURT, Neo-humanismo e PROUT). Seu objetivo é a realização completa de todas as potencialidades humanas. O propósito subjacente às várias atividades da Ananda Marga é trazer mudanças positivas nas esferas social, educacional, artística e intelectual. Ananda Marga significa "Caminho da Bem-Aventurança", e seu objetivo é ensinar as práticas de Yoga, Meditação e devoção para que o ser humano desenvolva o seu potencial físico e espiritual. Tem como hino/mantra de elevação espiritual o mantra universal Baba Nam Kevalam.
Em diversas localidades do mundo, a Ananda Marga, por meio de suas Jagritis (centros de adoração) realizam diversos trabalhos para sociedade. Estes locais são administrados e supervisionados por monges (Dadas e Didis), que inspiram os marguis, membros da organização a disseminar as práticas de Yoga, Meditação, adoração e serviços para a sociedade como um todo.
A religião adota como prática a alimentação lacto-vegetariana, com restrições para alimentos como alho, cebola e cogumelos, onde autodenominam como alimentação sútil. Também pregam o não consumo de bebidas alcoólicas.
A religião também defende que nenhum indivíduo deve sofrer por não ter satisfeitas as necessidades básicas da vida: alimentação, moradia, assistêcia médica, educação, e vestuário. A Terra foi dotada de uma quantidade limitada, ainda que suficiente, de recursos para satisfazer estas necessidades. Tais recursos devem ser utilizados de maneira justa e adequada, a fim de melhorar a qualidade da vida humana. Ananda Marga se baseia na filosofia neo-humanista, que reconhece a unidade e o aspecto sagrado em todas as coisas, animadas e inanimadas.